# 大門町 (名古屋市)
大門町（だいもんちょう、おおもんちょう）は、愛知県名古屋市中村区の地名。丁番を持たない単独町名である。住居表示未実施。

## 地理
名古屋市中村区の中央部に位置し、東は中島町、西は道下町、南は羽衣町、北は寿町に接する。

## 歴史

### 沿革
- 1927年（昭和2年）5月1日 - 西区則武町・日比津町の各一部により、同区大門町として成立する[1]。
- 1937年（昭和12年）10月1日 - 中村区編入に伴い、同区大門町となる[1]。

## 世帯数と人口
2019年（平成31年）2月1日現在の世帯数と人口は以下の通りである。
| 町丁   | 世帯数  | 人口  |
| ------ | ------- | ----- |
| 大門町 | 124世帯 | 157人 |

### 人口の変遷
国勢調査による人口の推移
| 1995年（平成7年）  | 105人 | [ WEB 7 ]  |  |
| 2000年（平成12年） | 106人 | [ WEB 8 ]  |  |
| 2005年（平成17年） | 134人 | [ WEB 9 ]  |  |
| 2010年（平成22年） | 163人 | [ WEB 10 ] |  |
| 2015年（平成27年） | 144人 | [ WEB 11 ] |  |

## 学区
市立小・中学校に通う場合、学校等は以下の通りとなる。また、公立高等学校に通う場合の学区は以下の通りとなる。
| 番・番地等 | 小学校                 | 中学校               | 高等学校 |
| ---------- | ---------------------- | -------------------- | -------- |
| 全域       | 名古屋市立ほのか小学校 | 名古屋市立笈瀬中学校 | 尾張学区 |

## 施設
- 中村遊廓跡
- ピアゴ 中村店
- 大門通（大門通商店街）

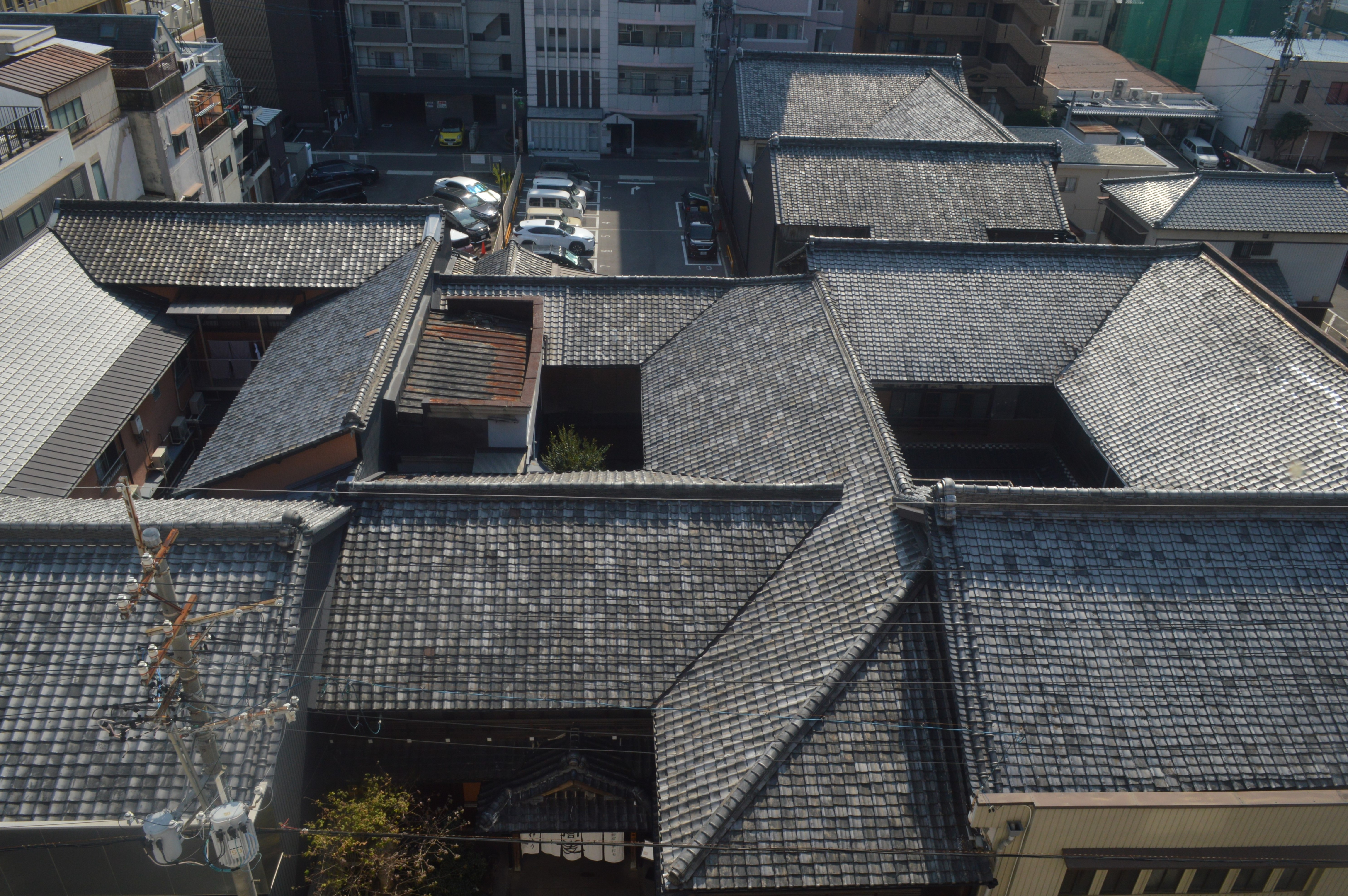
旧中村遊廓の妓楼建築群
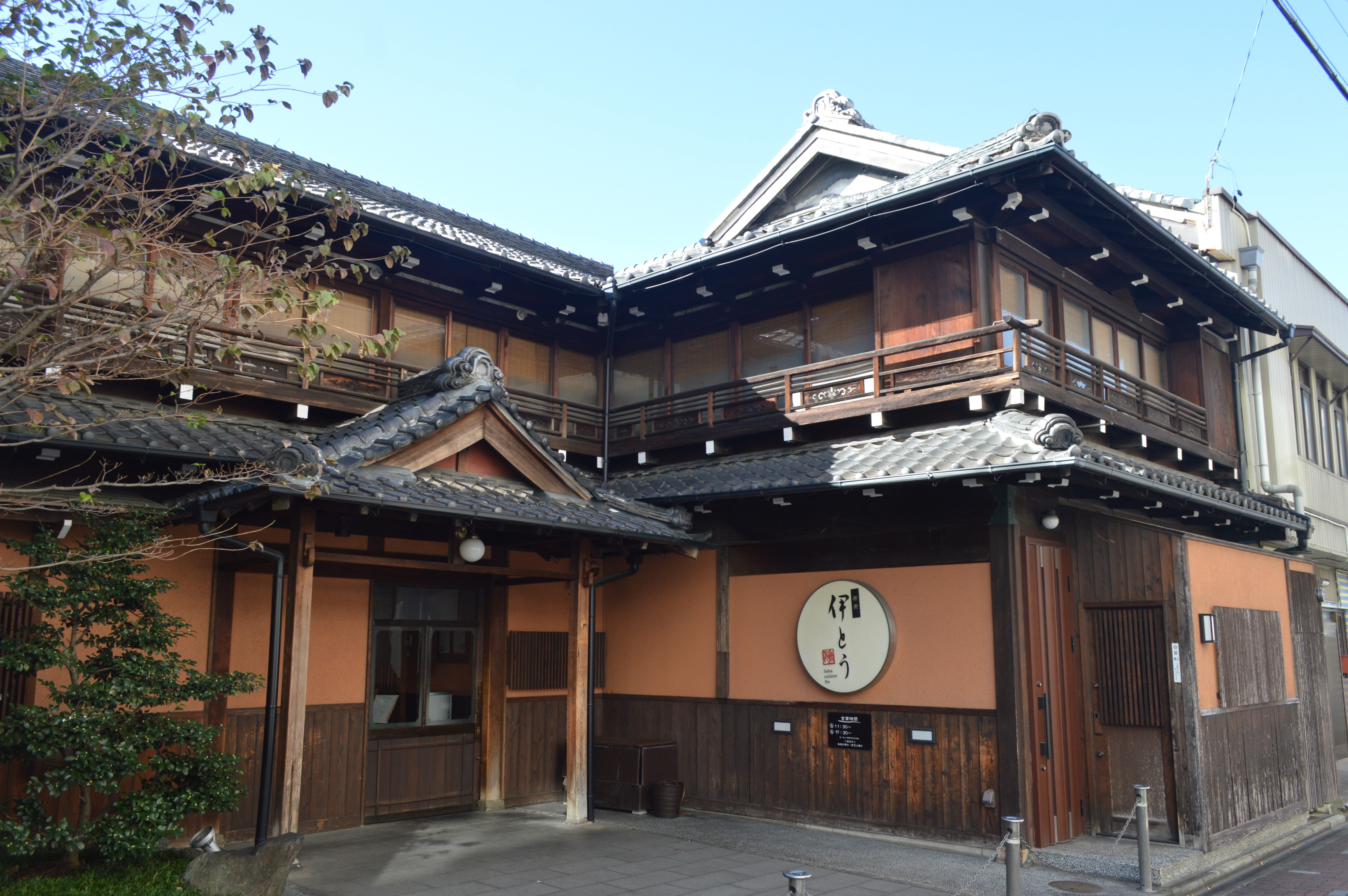
妓楼建築を転用した蕎麦 伊とう
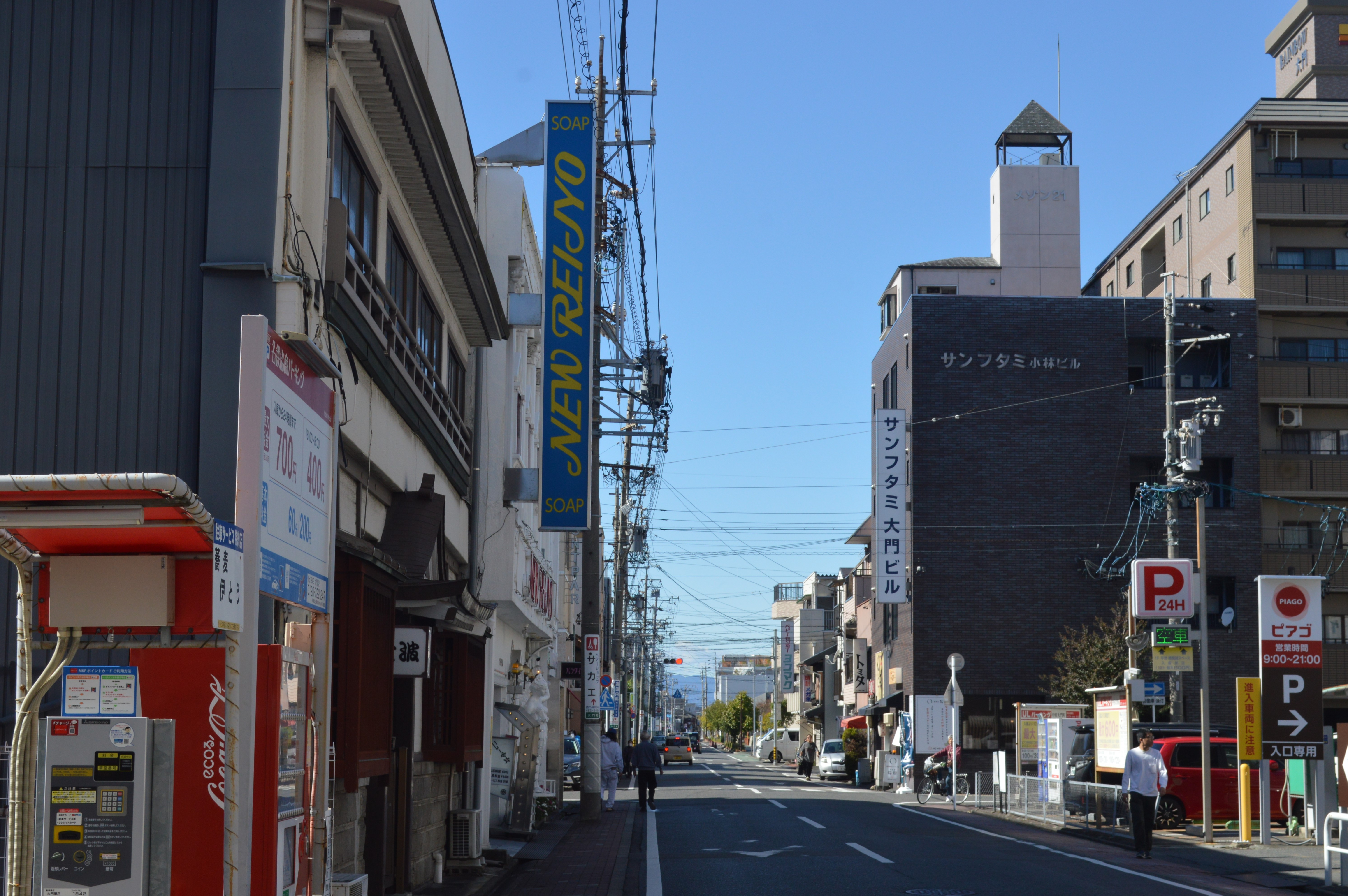
ソープランド群

## その他

### 日本郵便
- 郵便番号 : 453-0027[WEB 3]（集配局：中村郵便局[WEB 14]）。

### WEB
1. ↑  “愛知県名古屋市中村区の町丁・字一覧”.   人口統計ラボ. 2019年3月3日閲覧。
2. 1 2  “町・丁目(大字)別、年齢(10歳階級)別公簿人口(全市・区別)”.   名古屋市 (2019年2月20日). 2019年2月20日閲覧。
3. 1 2  “郵便番号”.  日本郵便. 2019年2月10日閲覧。
4. ↑  “市外局番の一覧”.   総務省. 2019年1月6日閲覧。
5. 1 2  “中村区の町名一覧”.   名古屋市 (2017年6月1日). 2019年2月28日閲覧。
6. ↑  “愛知県 名古屋市中村区 大門町の郵便番号”.  日本郵便. 2021年8月16日閲覧。
7. ↑  総務省統計局 (2014年3月28日). “平成7年国勢調査の調査結果(e-Stat) - 男女別人口及び世帯数 －町丁・字等” (CSV). 2019年4月27日閲覧。
8. ↑  総務省統計局 (2014年5月30日). “平成12年国勢調査の調査結果(e-Stat) - 男女別人口及び世帯数 －町丁・字等” (CSV). 2019年4月27日閲覧。
9. ↑  総務省統計局 (2014年6月27日). “平成17年国勢調査の調査結果(e-Stat) - 男女別人口及び世帯数 －町丁・字等” (CSV). 2019年4月27日閲覧。
10. ↑  総務省統計局 (2012年1月20日). “平成22年国勢調査の調査結果(e-Stat) - 男女別人口及び世帯数 －町丁・字等” (CSV). 2019年4月27日閲覧。
11. ↑  総務省統計局 (2017年1月27日). “平成27年国勢調査の調査結果(e-Stat) - 男女別人口及び世帯数 －町丁・字等” (CSV). 2019年4月27日閲覧。
12. ↑  “市立小・中学校の通学区域一覧”.   名古屋市 (2018年11月10日). 2019年1月14日閲覧。
13. ↑  “平成29年度以降の愛知県公立高等学校（全日制課程）入学者選抜における通学区域並びに群及びグループ分け案について”.   愛知県教育委員会 (2015年2月16日). 2019年1月14日閲覧。
14. ↑  郵便番号簿 平成29年度版 - 日本郵便. 2019年02月26日閲覧 (PDF)

### 書籍
1. 1 2 3  名古屋市計画局 1992, p. 770.
2. ↑  名古屋市計画局 1992, p. 264.